# Schweinsfeder

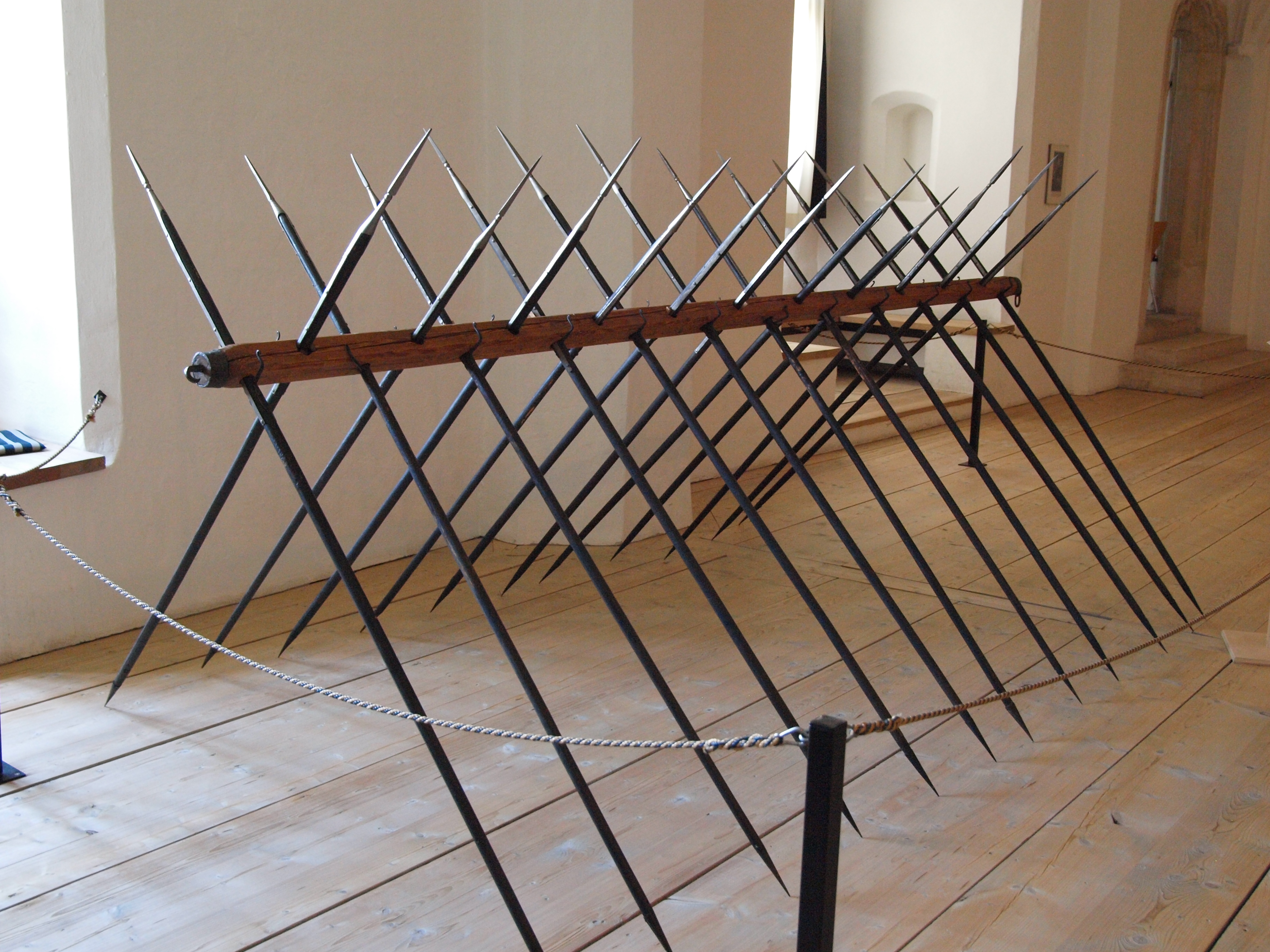
Spanischer Reiter aus Schweinsfedern

Als Schweinsfeder bezeichnet man – in Anlehnung an den Jagdspieß „Saufeder“ – einen Spieß des späten 17. Jahrhunderts. In den damaligen Türkenkriegen verzichtete man bereits häufig auf die nur mit einem Spieß bewaffneten Pikeniere. Es war praktischer, die Musketiere selbst mit einer Abwehrwaffe gegen Kavallerieattacken auszurüsten. So entstand diese etwa 1,80 m lange Waffe. Obwohl die Musketen leichter geworden waren, brachte man seitlich an der Schweinsfeder einen Haken zum Einlegen der Feuerwaffen an. Außerdem wurden von der Armee etwa 4 m lange Balken mitgeführt, in welchen sich seitlich versetzte Löcher befanden. In diese Löcher wurden – in einem Winkel von 45 Grad und abwechselnd von links und von rechts – 20 oder mehr Schweinsfedern gesteckt. Da die vordere Hälfte des Schaftes dicker war, konnten sie nicht aus dem Balken herausrutschen. Auf diese Weise konnte relativ schnell und einfach ein Spanischer Reiter zusammengesetzt werden, der ein perfektes Hindernis für den Einsatz gegen die Kavallerie des Feindes bot.
Mit der etwa gleichzeitigen Verbreitung des sehr viel weniger sperrigen Bajonetts (zunächst in Form des Spundbajonetts) hatte diese neue Waffe jedoch schnell einen ernsthaften Konkurrenten, und so verschwand sie großteils zusammen mit den letzten Pikenieren zu Beginn des 18. Jahrhunderts. Nur in Russland wurde sie teilweise noch bis zu 50 Jahre länger eingesetzt.